# Sonic Unleashed
Sonic Unleashed är ett datorspel till Wii, Xbox 360, Playstation 2 och 3, först utgivet i november-december 2008.
Spelet börjar med att Sonics hamnar i en fälla gillrad av dr. Eggman på Eggmans rymdskepp. Eggmans mål är att bygga Eggmanland och ta över världen. Eggman använder en maskin för att ta kraften från Sonic och the chaos emerald (kaos-smaragderna). Eggman använder denna kraft för att skjuta ner mot planeten med en enorm laserstråle, därigenom väcker han monstret Dark Gaia, som vill få världen att gå under. Detta leder också till att världen delas upp i bitar. Därtill förvandlas Sonic till en "werehog" (varulvsigelkott). Till sist sänds Sonic bort från rymdskeppet, men han överlever fallet mot marken.
Spelet går ut på att Sonic ska utforska kontinenterna och besegra dr. Eggman och Dark Gaia. Om man ska rädda världen så måste man gå igenom kontinenternas tempel och återställa smaragderna som i sin tur återställer kontinenten med hjälp av den lilla varelsen Chip. På dagtid är Sonic sitt vanliga jag, men på natten blir han till en werehog.

### Fotnoter
1. ↑  Halverson, Dave (May 2008). ”Sonic the Hedgehog Unleashed”. Play Magazine (Imagine Publishing):  sid. 20. http://www.tssznews.com/wp-content/uploads/2008/04/play10.jpg.  ”Sonic Team is managing the Wii development, but the coding and some of the design is being handled by some of our external partners in Japan. Fans of Sonic Rush and Sonic Rush Adventure will be pleased to hear that Dimps is involved in designing the Wii stages!”. Arkiverad 23 februari 2010 hämtat från the Wayback Machine. ”Arkiverade kopian”. Arkiverad från originalet den 23 februari 2010. https://web.archive.org/web/20100223050723/http://www.tssznews.com/wp-content/uploads/2008/04/play10.jpg. Läst 15 december 2014.
2. ↑  Casamassina, Matt (15 maj 2008). ”Eyes-on Sonic Unleashed”. https://www.ign.com/articles/2008/05/15/eyes-on-sonic-unleashed. Läst 15 december 2014.  ”[...]software house Dimps is providing backup support with daytime level designs for the Wii and PS2 versions.”
3. ↑  Chalk, Andy (3 april 2008). ”The Escapist : News : Sega Confirms Sonic Unleashed”. The Escapist. Arkiverad från originalet den 3 mars 2016. https://web.archive.org/web/20160303212946/http://www.escapistmagazine.com/news/view/82940-Sega-Confirms-Sonic-Unleashed. Läst 15 december 2014.
4. ↑  ”Gameloft signs multi-property agreement with SEGA Europe Ltd.”. MCV. 6 maj 2009. Arkiverad från originalet den 4 september 2012. https://archive.is/20120904012839/http://www.mcvuk.com/press-releases/read/gameloft-signs-multi-property-agreement-with-sega-reg-europe-ltd#. Läst 15 december 2014.